# Tingvalla IP
El Tingvalla IP es un estadio situado en Karlstad, Suecia. Inaugurado en 1919, es la sede del equipo de fútbol IF Karlstad (anteriormente del Karlstad BK y Carlstad United) y del equipo de fútbol americano Carlstad Crusaders. El estadio también es usado para competencias de atletismo.
El escenario fue sede de la Copa Mundial Femenina de Fútbol de 1995 y del  Campeonato Femenino de la UEFA de 1997.
El Tingvalla IP tuvo un récord de asistencia de 10 421 espectadores el 21 de agosto de 2000, cuando el entonces Carlstad United jugó contra el Lazio.